# Avicennia
Avicennia és un gènere de plantes amb flors actualment ubicat dins la família Acanthaceae. Conté arbres del manglar, i la caracteritzen les arrels aèries. En els idiomes malais es coneixen api api que significa "mosques del foc",perquè aquests dípters sovint s'hi congreguen. La distribució d'Avicennia és al sud del Tròpic de Càncer.
En algunes classificacions Avicennia es posa dins la família Verbenaceae, però més recentment s'ha posat per alguns taxonomistes dins l'únic gènere d la família Avicenniaceae. Estudis filogenètics recents mostren Avicennia deriva de Acanthaceae.
El nom del gènere deriva del metge persa Avicenna (980-1037).

## Algunes espècies
- Avicennia africana P.Beauv.
- Avicennia alba Blume
- Avicennia bicolor Standl.

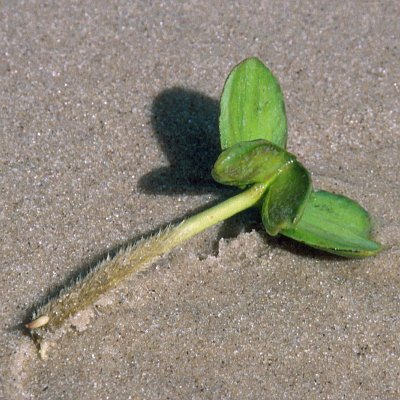
Propàgul d’Avicennia sp.

- Avicennia eucalyptifolia (Valeton) Moldenke
- Avicennia germinans (L.) L. – Black Mangrove
- Avicennia integra N.C. Duke
- Avicennia marina (Forssk.) Vierh. – White or Grey Mangrove
- Avicennia nitida Jacq.
- Avicennia officinalis L.
- Avicennia rumphiana Hallier f.
- Avicennia schaueriana[4]